# Saint-Marcellin (ser)
Saint-Marcellin – francuski ser z surowego lub pasteryzowanego mleka krowiego lub koziego (do 1876 wyłącznie koziego). Nazwa pochodzi od miasteczka Saint-Marcellin.

## Charakterystyka
Ser jest charakterystyczny dla regionu Rodan-Alpy, departamentów 26 (Drôme) i 38 (Isère). Posiada łagodny, kwaskowato-słony smak, rozwijający się w czasie, w miarę dojrzewania produktu (od dwóch do sześciu tygodni). Miąższ jest kremowy, beżowy. Dojrzałe sery posiadają charakterystyczny drożdżowy posmak i orzechowo-owocowe nuty. Posiada trzy typy: fermier, artisanal oraz industriel. Dostępny jest przez cały rok.
Najczęściej ma kształt okrągły i pomarszczoną, naturalną skórkę z okwitem białych drożdży. Podstawowe dane sera: średnica – 7 cm, grubość – 2 cm, minimalna waga – 80 gramów, waga suchej masy – minimum 50 gramów na 100 gramów sera, zawartość tłuszczu – minimum 40%.

## Wina
Sugerowane do tego sera wina to: Côtes du Ventoux, Gigondas, Châteauneuf-du-Pape i Beaujolais. Zalecane jest wolne przeżuwanie każdego kęsa, tak, aby wydobyć zeń pełnię smaków.

## Legenda
Legenda głosi, że Ludwik XI podczas polowania zaatakowany był przez niedźwiedzia. Uratowali go dwaj lokalni drwale. Po sprawie poczęstowali króla tym serem, a ten, zadowolony, wprowadził go do menu dworu królewskiego.